# Katie Chapman

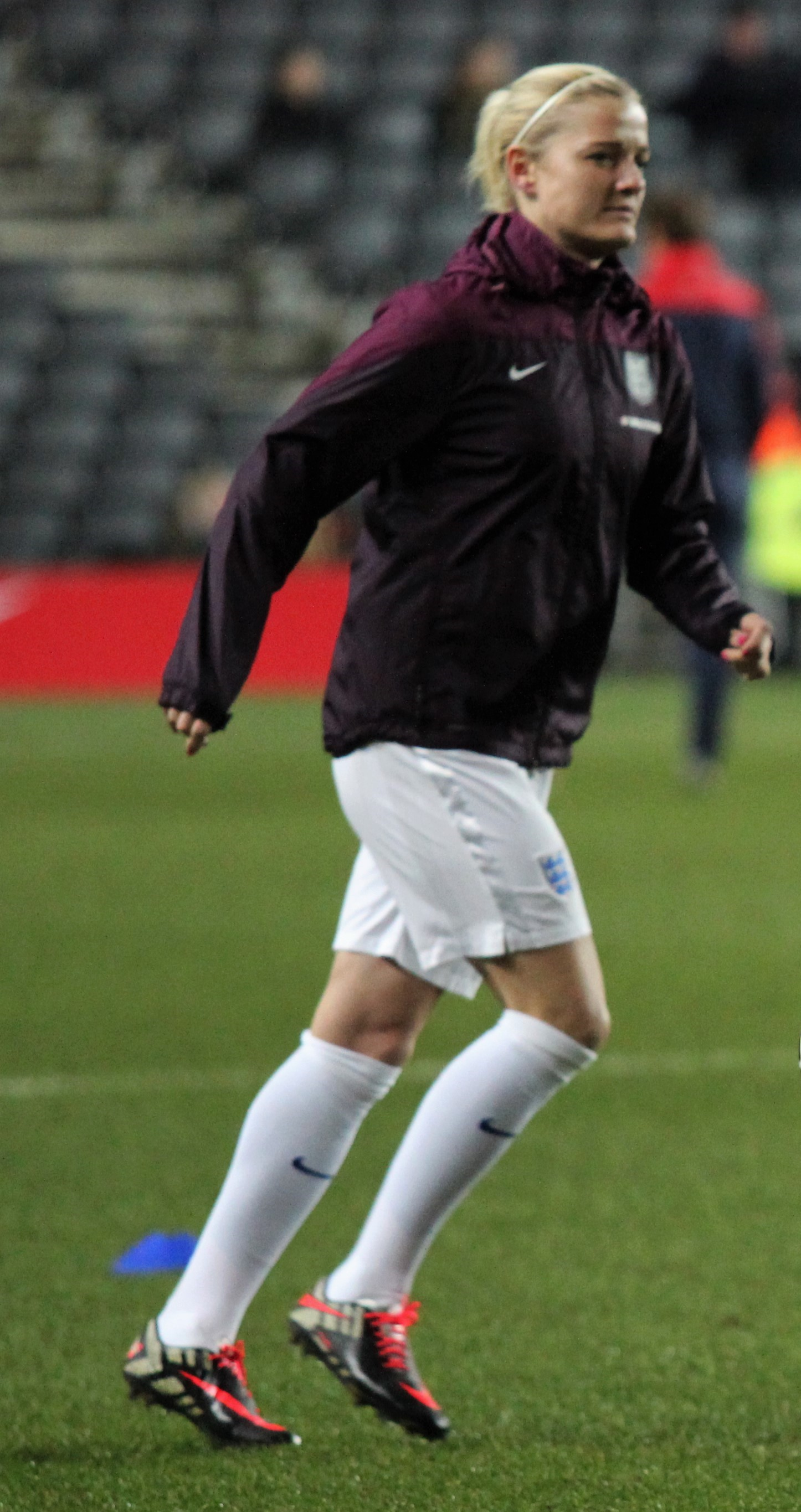
Katie Chapman, februari 2015.

Katie Sarah Chapman, född den 15 juni 1982 i Bermondsey, London, är en engelsk fotbollsspelare (mittfältare) som är kapten i Chelsea LFC. Hon spelar även i det engelska landslaget.
Hon var en del av Englands trupp under VM i Kanada år 2015. Hon fick speltid i fem av lagets matcher under turneringen.
Chapman gjorde debut i landslaget i en match mot Schweiz den 13 maj 2000. Hon har spelat 91 landskamper och gjort 8 mål för England.